# 공도도서관
공도도서관은 경기도 안성시에 있는 공립 도서관이다.

## 연혁
- 2010년 6월 7일 개관.